# كريستيان دانالاشي
كريستيان دانالاشي (بالرومانية: Cristian Dănălache)‏ (ولد 15 يوليو 1982 في بوخارست) هو لاعب كرة قدم روماني، لعب سابقاً لـنادي الاتفاق.

## الألقاب
| موسم                  | نادي              | لقب           |
| --------------------- | ----------------- | ------------- |
| الدرجة الأولى 2008-09 | يونيريا أورزيسيني | الدرجة الأولى |

Cristian Dănălache's profile on romaniansoccer.ro

## وصلات خارجية
- كريستيان دانالاشي على موقع دوري كوريا الجنوبية (الإنجليزية)
- كريستيان دانالاشي على موقع قاعدة بيانات كرة القدم.إي يو (الإنجليزية)
- كريستيان دانالاشي على موقع Soccerway.com (الإنجليزية)
- كريستيان دانالاشي على موقع عالم كرة القدم.نت (الإنجليزية)